# Сербське мистецтво
Сербське мистецтво представлене творами образотворчого мистецтва сербів. У добу середньовіччя значний вплив на нього здійснило візантійське мистецтво, яке було втілене в архітектурі, фресках та іконах багатьох сербських церковних монастирів. У ранньомодерний час мистецтво Сербії зазнало впливу з боку західноєвропейського мистецтва, яке досягло найвищого піку розвитку в добу Габсбургів наприкінці XVIII ст. Розвиток сучасного сербського мистецтва почався ще з ХІХ ст.

## Сербське мистецтво періоду Середньовіччя
Церковна архітектура розвивалася під опікою керівних кіл Сербії. Найпомітніший внесок у розвиток мистецтва був здійснений митцями Студеницького монастиря, котрий був заснований Стефаном Неманею. У ньому містилися фрески, які яскраво свідчили про вплив візантійських мистецьких традицій. Для неї також характерними були наявність монументальних скульптур, котрі присвячені сценам із Псалмів та сюжету Успіння Пресвятої Богородиці. У 1986 р. зазначений монастир міжнародною організацією ЮНЕСКО був доданий до списку об'єктів всесвітнього культурного спадку.
Результати Четвертого хрестового походу значно вплинули на розвиток мистецтва сербів. Унаслідок падіння Константинополя в 1204 році частина греків переселилася до  Сербського королівства. Вплив візантійських канонів помітний у церкві Вознесіння в Мілешево, церкві Святих Апостолів у місті Печ  та  Сопочанському монастирі. Завдяки грекам відбулася реконструкція церкви Богородиці Левішка та монастиря в Грачаніца.
Яскравою пам'яткою архітектури періоду середньовіччя був монастир Високі Дечани, збудований приблизно між 1330-1350 рр. під керівництвом ченця Вітуса з Котора. Особливістю інтер'єру храму було близько 1000 зображень сцен із Нового Завіту. Власне монастир містив гарний іконостас, престол ігумена та вирізьблений королівський саркофаг. Подібно до Студеницького монастиря він був включений ЮНЕСКО до списку об'єктів всесвітнього культурного спадку в 2004 році.
Помітне церковне будівництво відбувалося в басейні річки Морави наприкінці XIV ст. Завдяки коштам князя Стефана Лазаревича, котрий був поетом і меценатом, був збудований монастир Ресава (Манасія). Настінний живопис у ній представлений сценами спілкування та повчання Ісуса Христа з людьми, які були одягнені в традиційне сербське вбрання.
У цей період значного розвитку набуло рукописне мистецтво.